# 矛高鰭䱛
矛高鰭䱛為輻鰭魚綱鱸形目鱸亞目石首魚科的其中一種，分布於西大西洋區，從美國北卡羅來納州至巴西里約熱內盧海域，棲息深度10-60公尺，本魚第一背鰭長，體灰色且具三條白邊黑褐色至黑色條帶，背鰭硬棘13枚;背鰭軟條47-55枚;臀鰭硬棘2枚;臀鰭軟條16枚，體長可達25公分，棲息在珊瑚礁區，屬肉食性，以多毛類、甲殼類、腹足類等為食，可做為食用魚、觀賞魚，有雪卡魚中毒的紀錄。

## 外部連結
- 矛高鰭䱛的圖片 （页面存档备份，存于）